# بيوس إيكيديا
بيوس إيكيديا (بالإنجليزية: Pius Ikedia)‏ (مواليد 11 يوليو 1980) هو لاعب كرة قدم. يلعب مع منتخب نيجيريا لكرة القدم. سبق له أن لعب في كأس العالم لكرة القدم مع منتخب بلاده.

## روابط خارجية
- بيوس إيكيديا على موقع الاتحاد الدولي (مؤرشف)  (الإنجليزية)
- بيوس إيكيديا على موقع اتحاد أوكرانيا (الإنجليزية)
- بيوس إيكيديا على موقع قاعدة بيانات كرة القدم.إي يو (الإنجليزية)
- بيوس إيكيديا على موقع ناشيونال فوتبول تيمز (الإنجليزية)
- بيوس إيكيديا على موقع كووورة
- بيوس إيكيديا على موقع أوليمبيديا (الإنجليزية)